# Biografielijst Jb

## Jba
- Gregory Jbara (1961), Amerikaans acteur
- Nordin Jbari (1975), Belgisch voetballer